# Ivan Usov
Ivan Alekseevič Usov (in russo Иван Алексеевич Усов?; 7 ottobre 1977) è un ex nuotatore russo.

## Carriera
Specializzato nello stile libero e nelle staffette, ha conquistato il titolo mondiale nella 4x100m stile libero nel 2003.

## Palmarès
- Mondiali

Barcellona 2003: oro nella 4x100m sl.
- Europei

Madrid 2004: argento nella 4x100m sl.
Budapest 2006: argento nella 4x100m sl.